# Стенкиль
Стенкиль (швед.  Stenkil) — шведский король, основатель династии Стенкилей.

## Биография
Его мать звали Астрид, дочь Ньяля, сына Финна Косого из Холугаланда, а его отцом (по саге о Хервёр) был Рёгнвальд Старый. Сначала Стейнкель был ярлом в Швеции, а после смерти конунга Эмунда Старого (на дочери которого был женат) шведы провозгласили его конунгом. Правил приблизительно до 1066 года.
Современные ему источники описывают Стенкиля как набожного правителя, который усердно способствовал распространению христианства в стране. Однако он воспротивился планам епископа Сигтунского Адальварда Младшего сжечь языческий храм в Уппсале, поскольку опасался ответной реакции язычников.
Был известен своим умением стрелять из лука.
Согласно древней легенде, похоронен в так называемом Королевском кургане в приходе Левене, что в Вестергётланде. Оба его сына — Хальстен и Инге — впоследствии также были королями.